# 佳寧娜飲食集團
佳寧娜飲食集團（英語：Carrianna Holdings Limited）是佳寧娜控股（港交所：126）的附屬公司，由詹培忠创办，當初名為「佳寧娜食家」，佳寧集團持有54%股份，其餘的歸詹培忠本人所有。創辦初期於金鐘海富中心、尖沙咀京華銀行大廈（現稱國際商業信貸銀行大廈）及灣仔佳寧中心（現稱資本中心）開設食肆，1983年佳寧集團倒閉後，詹培忠隨即購入其餘股份，直到1986年被馬介璋及馬介欽兄弟收購。佳寧娜飲食是香港大型潮州飲食集團。
業務曾經遍佈全球多地，包括加拿大溫哥華、泰國曼谷等。目前主要市場為中國大陸的湖南、深圳、香港，更是味皇茶餐廳、馥軒連鎖包店的主要股東。
而經營的餐廳、飲食業務由潮汕菜系為主，再加入不少新元素包括港式茶餐廳、順德菜餐廳、韩国菜品牌，面包店品牌以及進入預製菜業務。

## 集團經營的業務
- 酒店及餐飲
- 食品製造及零售

## 关联企业
- 佳寧娜控股
- 佳寧娜廣場
- 佳寧娜酒店
- 味皇茶餐廳
- 馥軒
- 佳寧娜食品

- 順意

## 外部連結
- 佳寧娜飲食集團官方網頁 （页面存档备份，存于）
- 達成集團官方網頁（页面存档备份，存于）